# Panzerspähwagen Kfz 13
Der Maschinengewehr-Kraftwagen Kfz. 13 war ein leicht gepanzertes Aufklärungsfahrzeug, das für die deutsche Reichswehr gebaut wurde und welches bis in den Zweiten Weltkrieg bei der Wehrmacht verwendet wurde.

## Entwicklung
Die finanziellen Mittel der Reichswehr in den 1920er Jahren waren extrem begrenzt und auch in den 1930er Jahren mussten günstige Lösungen für die Motorisierung der Reichswehr gefunden werden, welche trotzdem die Erprobung und Ausbildung von motorisierten Truppen ermöglichten.
Das Heeresamt richtete sich mit einer Ausschreibung ausschließlich an rein deutsche Hersteller, damit vermieden wurde, dass bekannt wurde, dass man beabsichtigte die Vorgaben des Versailler Vertrages zu ignorieren. Der Entwurf des Kfz. 13 stammte von Daimler-Benz, doch auf der Suche nach der günstigsten Lösung entschied man sich für den Adler Standard 6 als Basisfahrzeug. In einigen Quellen wird über die teilweise Verwendung des Adler Standard 3U gemutmaßt.

## Technische Beschreibung
Das Kfz. 13 basierte auf dem zivilen Pkw Adler Standard 6 von diesem wurden die Kotflügel unverändert übernommen. Ein simple Panzerung wurde auf das verstärkte Fahrgestell montiert. Der Fahrer- und Kampfraum blieb nach oben vollständig offen, wodurch die Besatzung nur bedingt gut geschützt war. Doch für die Aufgabe der Aufklärung bot dies den Vorteil, dass die Besatzung die Umgebung ungehindert beobachten konnte. Der Fahrer verfügte über einen Kübelsitz, mit einem Mechanismus um diesen höher zu stellen, damit er außerhalb von Gefahrenzonen über die Panzerung blicken konnte.
In der Mitte des Kampfraumes war ein 7,92-mm-Maschinengewehr 13 mit seitlichem Magazin montiert. Die auf einem Sockel montierte Waffe verfügte über einen kleinen Schild und konnte zur Bekämpfung von Luftzielen mit einer Stange nach oben gekurbelt werden. Der Schütze saß auf einem schmalen „Motorrad-Sitz“ leicht von der Mitte des Sockels nach links versetzt, um mit dem rechten Auge zielen und die Schulterstütze des Maschinengewehrs nutzen zu können.
Es kann angenommen werden, dass die Entscheider beim Heeresamt, mit dem Kfz. 13 kein Fahrzeug genehmigt haben, welches aus ihrer Sicht tatsächlich für einen Kriegseinsatz vorgesehen war. Ein echter Kampfwagen barg zu dieser Zeit auch noch das Risiko der offenen Konfrontation mit den alliierten Siegermächten.
Obwohl das Kfz. 13 mit Allradantrieb ausgestattet war, wies das Fahrzeug eine schlechte Geländegängigkeit auf.

## Produktion
In der Funktion eines Panzerspähwagen war es nach dem Ersten Weltkrieg das erste in größerer Stückzahl gebaute Aufklärungsfahrzeug; von 1933 bis zum Jahr 1935 wurden zwischen 147 und 161 Stück dieser leicht gepanzerten Fahrzeuge in den Bestand übernommen.

## Einsatz
Zu Beginn des Zweiten Weltkrieges waren diese leichten Fahrzeuge noch bei den an der Front eingesetzten Truppen und nahmen am Überfall auf Polen und am Westfeldzug teil.
Es wurde ab 1941 nicht mehr bei den Einheiten an der Front verwendet und die verbliebenen Fahrzeuge wurden ausschließlich für Ausbildungszwecke und Sicherungsaufgaben eingesetzt.

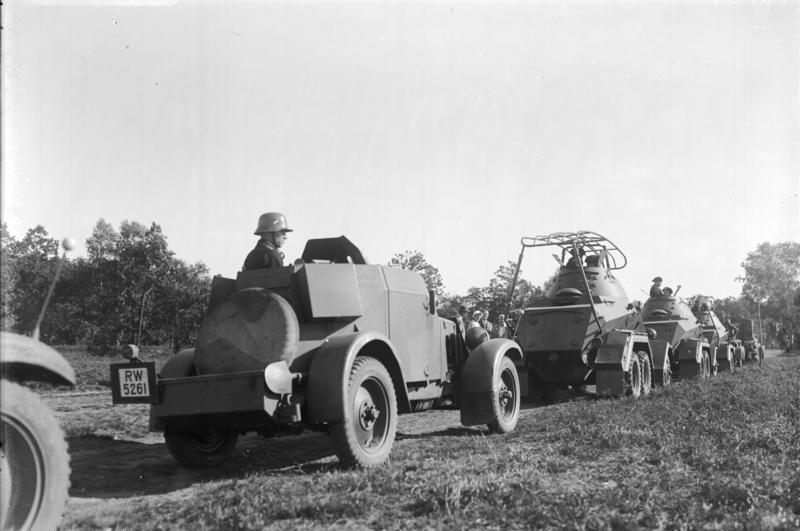
Panzerspähwagen Kfz. 13 (links)
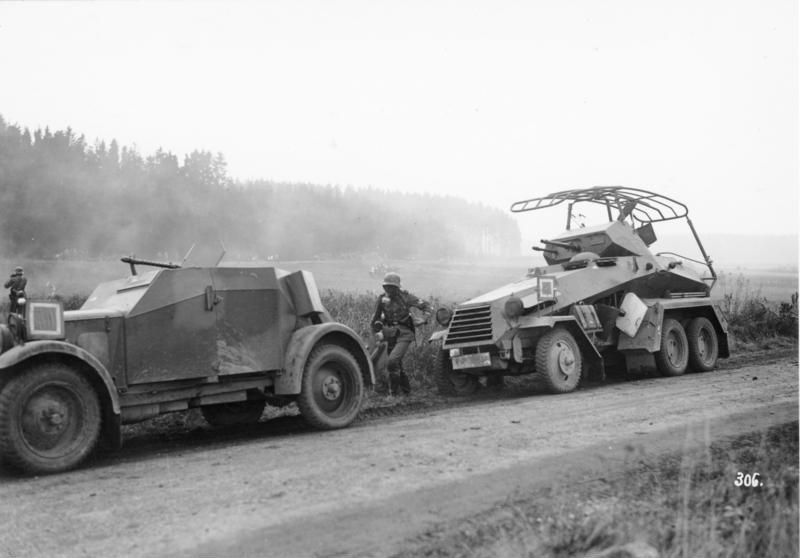
Links ein Kfz. 13; rechts ein Panzerspähwagen Sd.Kfz. 232 mit großer Rahmenantenne (Funk- und Kommandowagen 6-Rad)

## Funk-Kraftwagen Kfz. 14
Das Kfz. 13 war nur mit Signalflaggen bestückt und konnte selbst keine Meldungen an rückwärtige Einheiten weitergeben. Funkgeräte gehörten Anfang der 1930er Jahre noch zu den besonders wertvollen Rüstungsgütern und waren technisch verhältnismäßig empfindlich. Hieraus erklärt sich, dass man einen kostbaren Funkwagen nicht dem Feuer der nun aufgeklärten gegnerischen Truppen aussetzen wollte. Um jedoch die Aufklärungserkenntnisse schnell zu melden, folgte dem Kfz. 13 ein Funkwagen, der anstelle der Bewaffnung ein Funkgerät hatte. Das Fahrzeug trug die Bezeichnung Kfz. 14 und war mit seiner Rahmenantenne leicht als Funkwagen zu erkennen.
Um die Aufgabe als Funkwagen erfüllen zu können, war mehr elektrische Energie erforderlich, als die normale Lichtmaschine des Fahrzeugs liefern konnte. Hierzu wurde ein leistungsfähigerer Generator verbaut, der 90 Watt produzieren konnte. Die Ausrüstung bestand aus einer Sender-Empfänger-Einheit, die mit 5 Watt Leistung arbeitete, dem Funkgerät Fu 9 SE 5. Die Reichweite für Sprechfunk lag beim stehenden Fahrzeug mit aufgerichteter Antenne bei 6 bis 8 km je Gelände. In der Fahrt reduzierte sich diese auf 3 bis 4 km. Besser war die Sendeleistung im Morsebetrieb, hier konnten Reichweiten von 30 km bei stehendem Fahrzeug und von 20 km in der Fahrt erreicht werden. Die Rahmenantenne konnte mechanisch bis auf die obere Kante der Panzerung abgesenkt werden, wodurch ein deutlich niedrigeres und unauffälligeres Fahrzeugprofil möglich war.

## Technische Daten
- Gewicht: 2,1 t
- Länge: 4,2 m
- Breite: 1,7 m
- Motor: wassergekühlter Sechszylinder-Reihenmotor aus dem Adler „Standard 6“ mit 51 PS und 2.916 cm³ Hubraum
- Höchstgeschwindigkeit (Straße): 70 km/h.
- Treibstoffvorrat: 70 l
- Reichweite: 380 km
- Besatzung: 2 (Kfz 13), 3 (Kfz 14)
- Bewaffnung: MG 13, später MG 34 mit 1.000 Schuss Munition
- Panzerung: rundum 8 mm
- Hersteller: Daimler-Benz
- Herstellung: 1932 bis 1934
- Stückzahl: 147 (Kfz 13), 40 (Kfz. 14)